# Eva Rubinstein
Eva Rubinstein (ur. 1933 w Buenos Aires) – artysta fotografik, stały gość i autor kilku wystaw na Rubinstein Piano Festival w Łodzi organizowanych od 2008 r. przez Międzynarodową Fundację Muzyczną im. Artura Rubinsteina w Łodzi.

## Życiorys
Do roku 1939 mieszkała wraz z rodzicami w Paryżu, zaś po wybuchu II wojny światowej rodzina wyemigrowała do Nowego Jorku (w 1946 otrzymali obywatelstwo). Studiowała w Scripps College i na Wydziale Teatralnym Uniwersytetu Kalifornijskiego. W 1956 poślubiła Williama Sloane Coffina Jr., z którym miała troje dzieci – Annę, Alexandra i Davida. W 1968 małżeństwo zakończyło się rozwodem. W 1967 zaczęła zajmować się fotografią, początkowo komercyjną. Uczyła się jej u Seana Kernana, następnie studiowała u Lisette Model, Jima Hughesa, Kena Heymana i Diane Arbus. Zajmowała się fotografią portretową i dokumentalną. Rozpoczęła współpracę z wydawnictwami i czasopismami, publikując w Europie, Stanach Zjednoczonych i Ameryce Południowej. Należy do American Society of Media Photographers i Polish Institute of Arts and Science of America.

## Rodzina
Córka pianisty Artura Rubinsteina i Anieli Młynarskiej Rubinstein. Zarówno jej brat, John Rubinstein, jak i bratanek, Michael Weston, są amerykańskimi aktorami. Eva Rubinstein jest także kuzynką poety Wojciecha Młynarskiego (dziadek Evy Rubinstein, Emil Młynarski, był stryjecznym dziadkiem Wojciecha).